# Rožaje
Rožaje (ejtsd: rozsalje, montenegróiul, cirill betűkkel Рожаје) város és község (járás) Montenegróban. A település lakosságát tekintve az ország 9. legnagyobb városa. A Szandzsákhoz tartozik.  

## A község (járás) települései
Balotići, Bandžov, Bać, Bašča, Besnik, Bijela Crkva, Biševo, Bogaji, Bukovica, Crnokrpe, Dacići, Donja Lovnica, Gornja Lovnica, Grahovo, Grižice, Ibarac, Jablanica, Kalače, Koljeno, Paučina, Plumci, Radetina, Rožaje, Seošnica, Sinanovići és Vuča. 

## Földrajz
Az ország keleti csücskében, a fővárostól, Podgoricától 170 km-re északkeletre fekszik az Ibar felső folyásának völgyében; a folyó át is halad rajta. Délre a Hajla, keletre a Mokra Gora hegyek övezik. Nem esik messze a koszovói határtól, ami innen körülbelül 30 perc autóval.

## Története
A 7. században görögök és rómaiak telepedtek le itt, később szlávok is, azonban az első írásos emlék róla csak 1571-ből való. Később tartozott az Oszmán Birodalomhoz is. 1992-ben, a jugoszláv háborúk közben több bosnyák család itt telepedett le. 

## Lakosság
| Év   | Lakosok száma |
| ---- | ------------- |
| 1981 | 7336 fő       |
| 1991 | 8828 fő       |
| 2003 | 9121 fő       |
| 2011 | 9567 fő       |

A város lakosainak több, mint fele bosnyák (muszlim).

## Képek

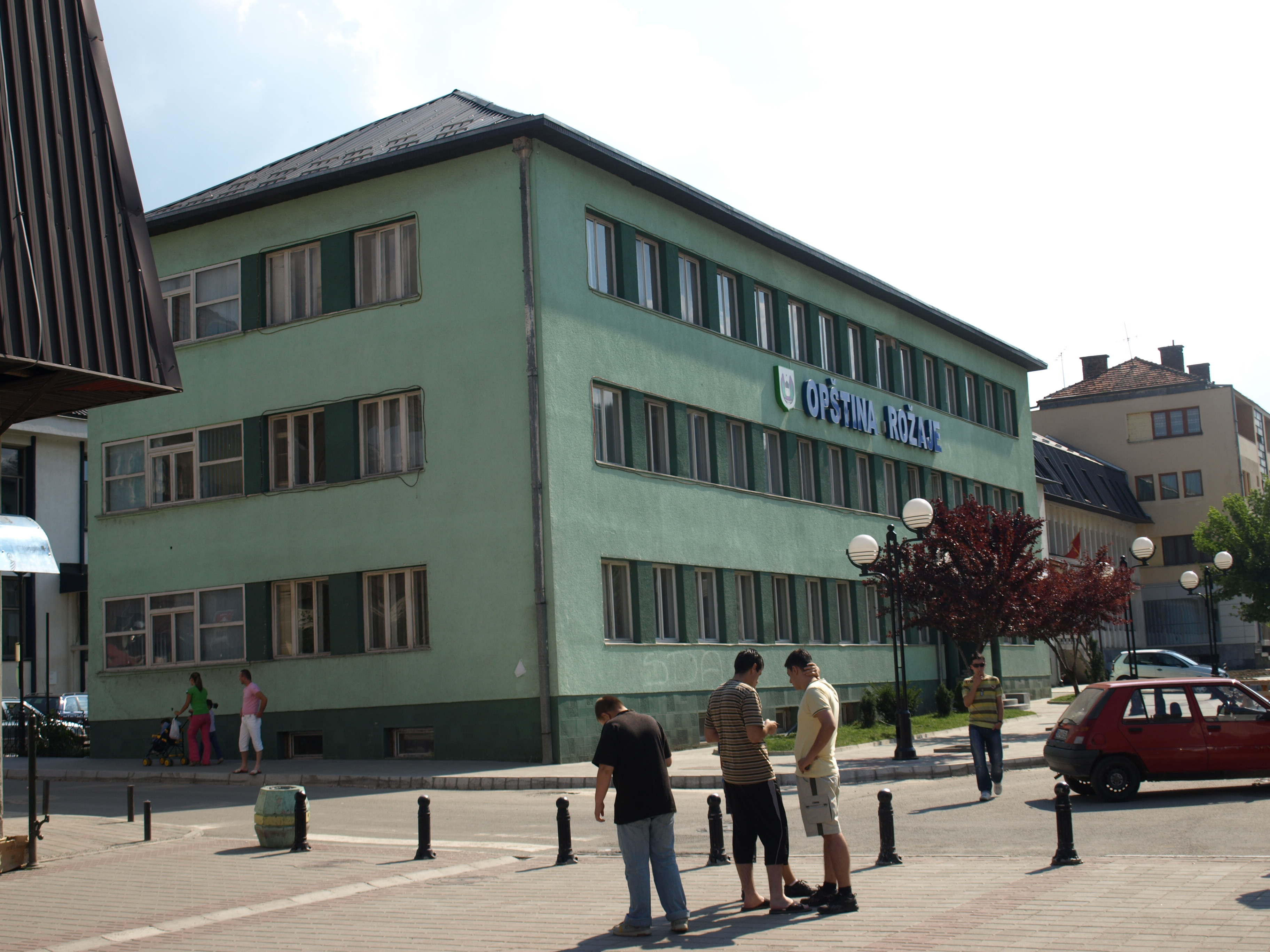
Városháza
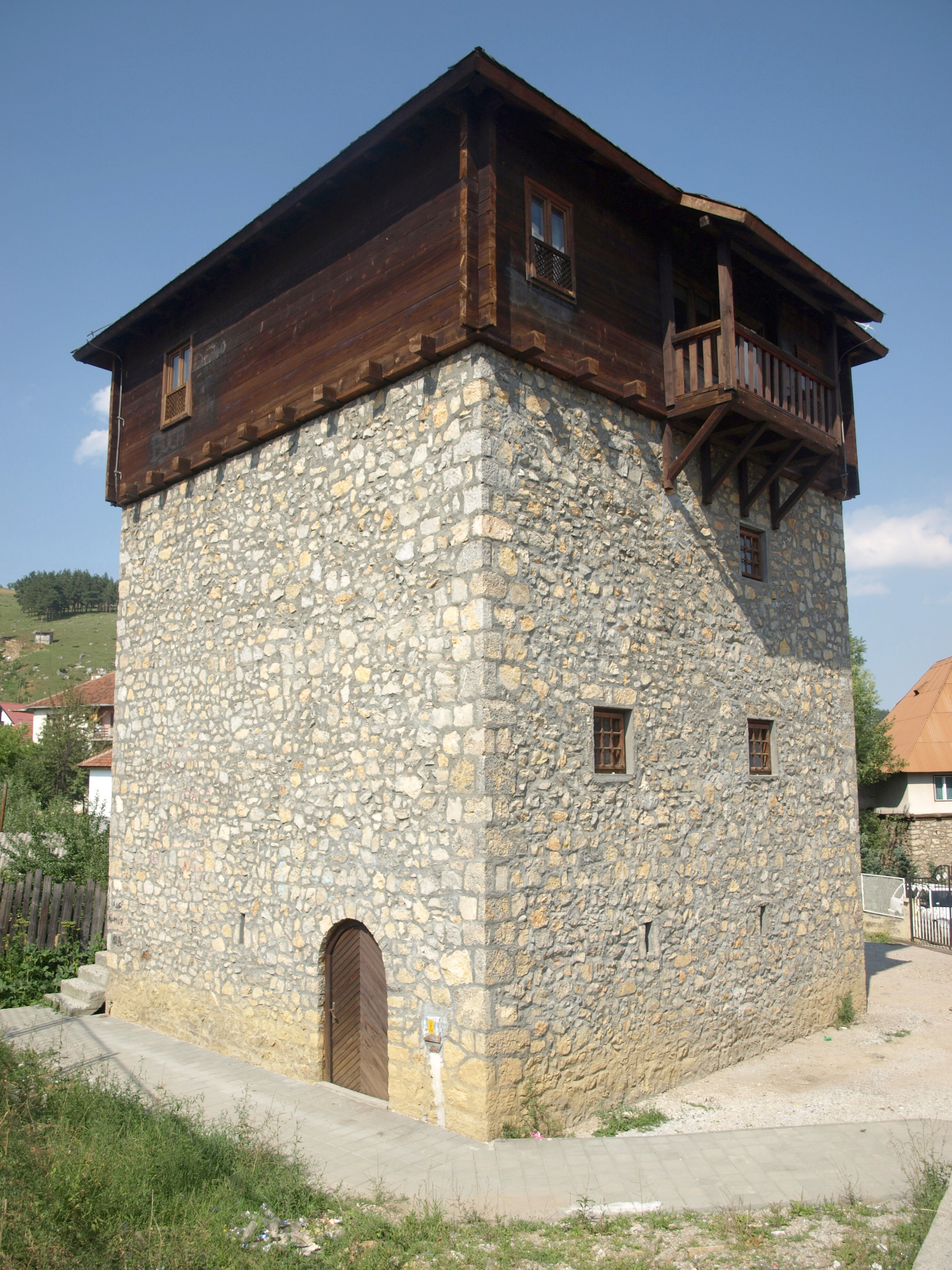
Ganića-torony
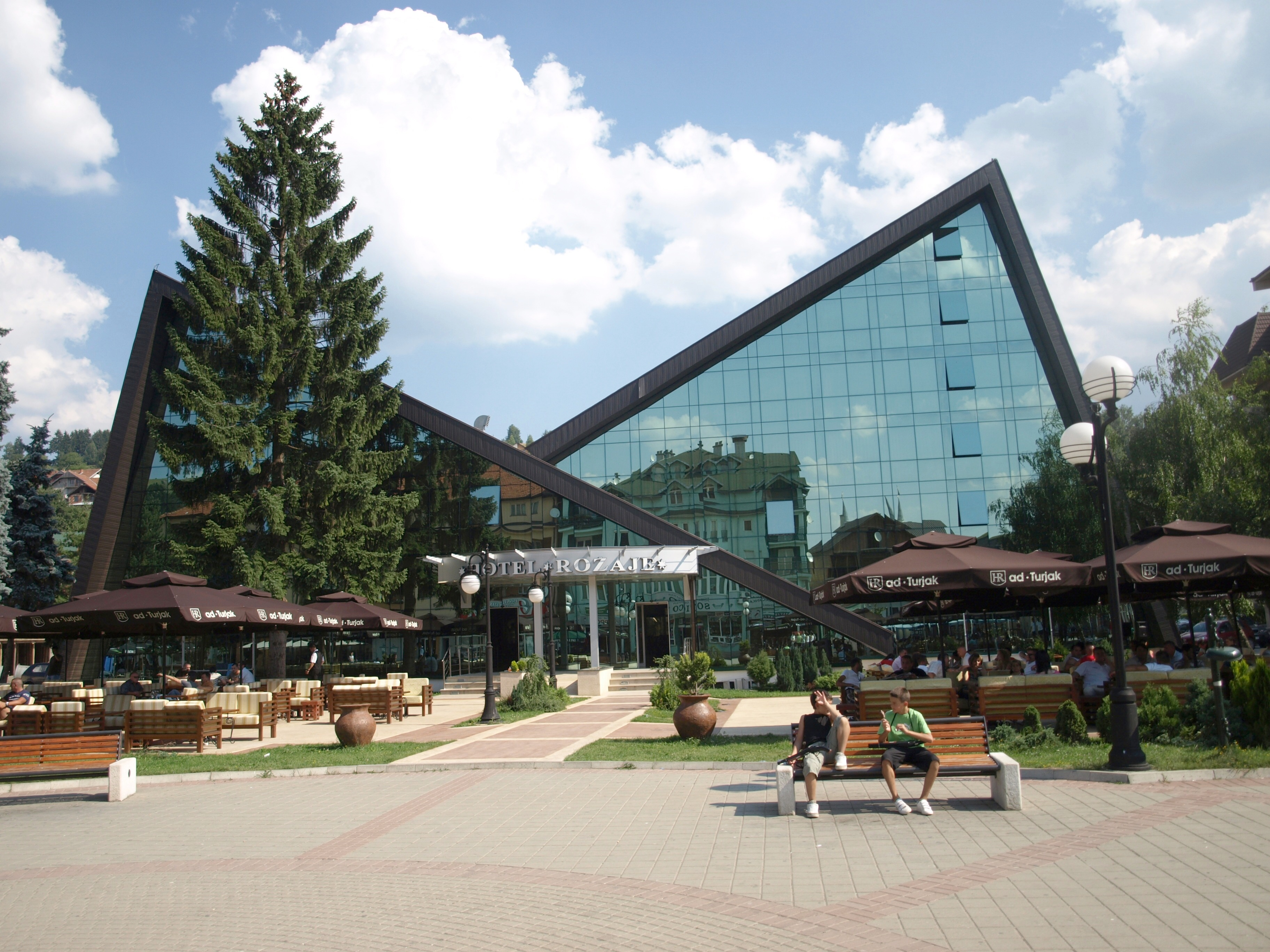
Hotel Rožaje
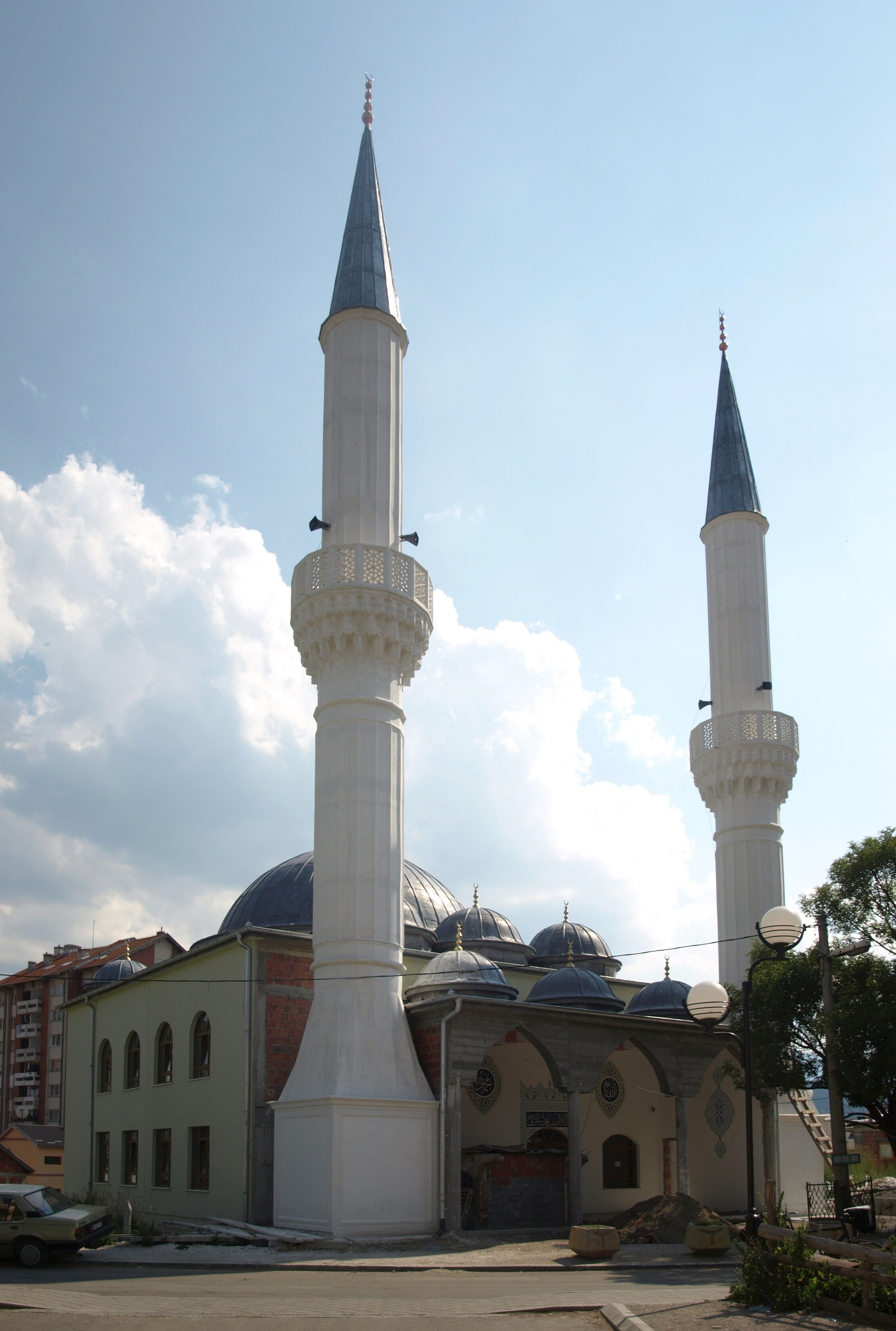
II. Murád szultán-mecset
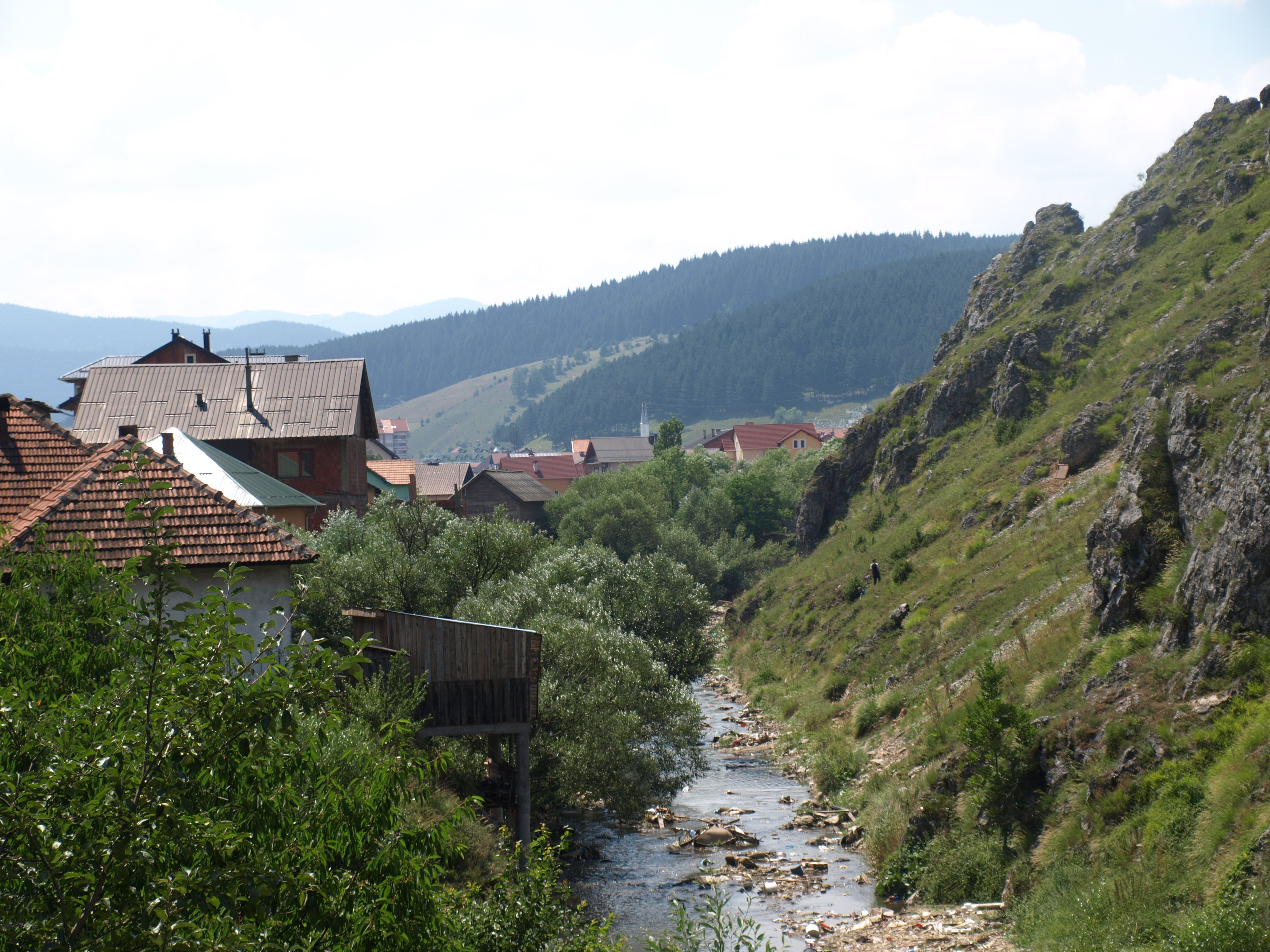
Az Ibar még csak egy patak a városnál
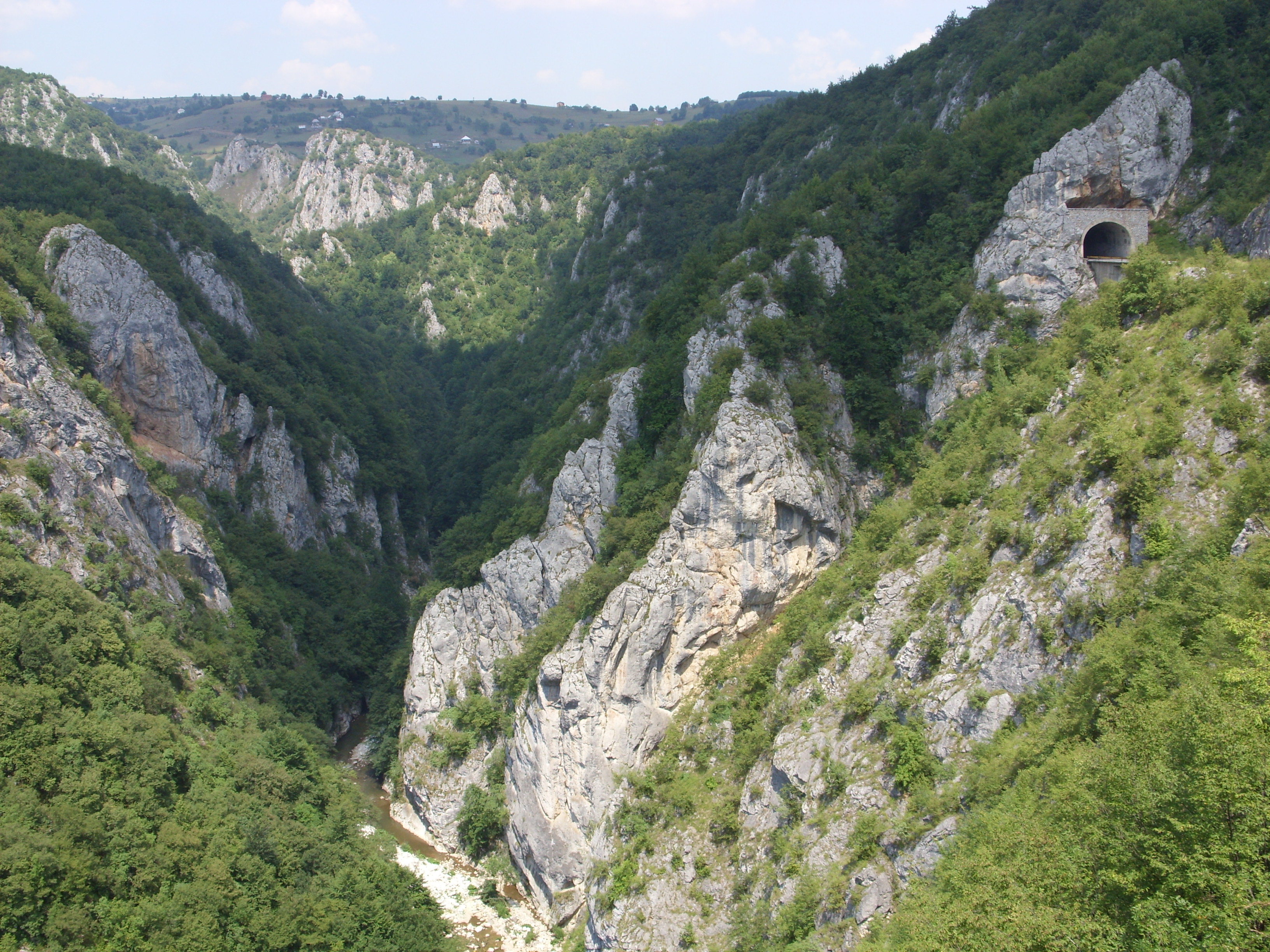
Az Ibar kanyonja nem messze Rožajétól
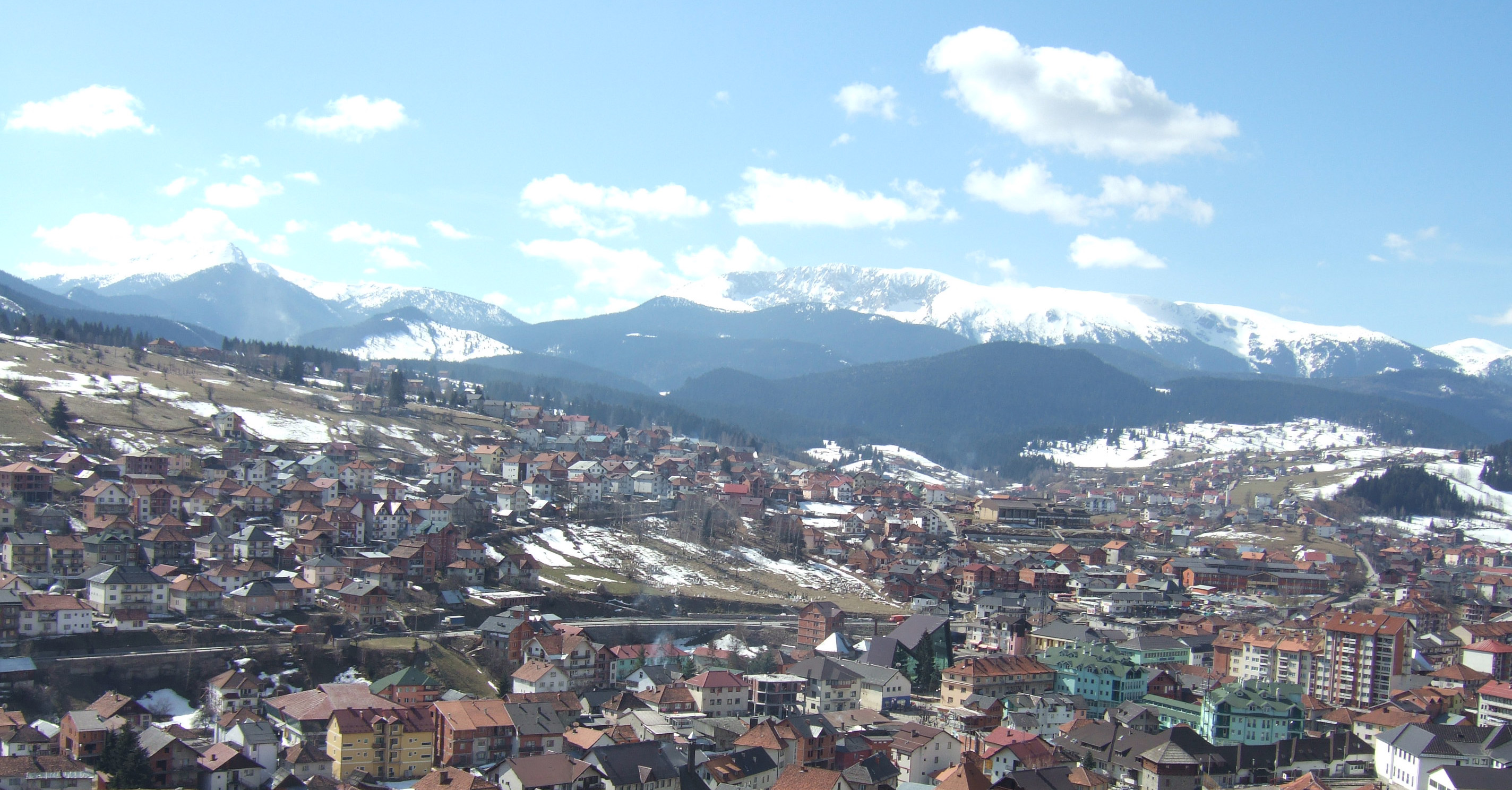
A város kora tavasszal

## Fordítás
- Ez a szócikk részben vagy egészben  a   Rožaje című angol Wikipédia-szócikk ezen változatának fordításán alapul.  Az eredeti cikk szerkesztőit annak laptörténete sorolja fel. Ez a jelzés csupán a megfogalmazás eredetét és a szerzői jogokat jelzi, nem szolgál a cikkben szereplő információk forrásmegjelöléseként.

## Külső hivatkozások
- Hivatalos honlap